# Туркменистан на Светском првенству у атлетици у дворани 1995.
Туркменистан је као самостална земља дебитовао на 5. Светском првенству у атлетици у дворани 1995. одржаном у Барселони  од 10. до 12. марта и од тада је са малим прекидима учесник на светским првенствима у дворани. До овог првенства, атлетичари Туркменистана су учествовали на неким од ранијих такмичења у саставу репрезентације СССР.
У дебитантском учешћу на светским првенствима у дворани Туркменистан је предстаљао један атлетичар која се такмичио у скоку удаљ.
Такмичар Туркменистана није освојио ниједну медаљу, али је оборио национални рекорд у скоку удаљ у дворани.

## Учесници
Мушкарци:
- Владимир Маљавин — Скок удаљ

### Мушкарци
| Атлетичар        | Дисциплина | Лични рекорд | Квалификације | Квалификације | Финале               | Финале       | Детаљи |
| Атлетичар        | Дисциплина | Лични рекорд | Резултат      | Место         | Резултат             | Место        | Детаљи |
| ---------------- | ---------- | ------------ | ------------- | ------------- | -------------------- | ------------ | ------ |
| Владимир Маљавин | скок удаљ  | 7,99о        | 7,63 НРд      | 7. у гр. А    | Није се квалификовао | 20 / 30 (33) |        |